# Cyclocephala striata
Cyclocephala striata är en skalbaggsart som beskrevs av S. Endrödi 1963. Cyclocephala striata ingår i släktet Cyclocephala och familjen Dynastidae. Inga underarter finns listade i Catalogue of Life.